# Plansze
Plansze – drugi album studyjny polskiego rapera Jana-Rapowanie i producenta muzycznego Nocnego. Wydawnictwo ukazało się 15 marca 2019 roku nakładem wytwórni muzycznej SBM Label.
Album dotarł na pierwsze miejsce na liście sprzedażowej OLiS (sprzedaż w okresie 15–21 marca 2019) i uzyskał certyfikat złotej, platynowej, a następnie podwójnie platynowej płyty.
Na płycie gościnnie udzielili się: Solar, Holak, Otsochodzi, Kacperczyk, Szpaku i Guzior.

## Lista utworów
Opracowano na podstawie materiału źródłowego.
| 1.  | „012”                                | 2:16  |
|     |                                      |       |
| 2.  | „Jutro” (gościnnie: Solar)           | 2:43  |
|     |                                      |       |
| 3.  | „Zaczekaj przed drzwiami”            | 2:46  |
|     |                                      |       |
| 4.  | „Ruchy”                              | 3:25  |
|     |                                      |       |
| 5.  | „Układanka” (gościnnie: Holak)       | 3:07  |
|     |                                      |       |
| 6.  | „Co tam” (gościnnie: Otsochodzi)     | 3:27  |
|     |                                      |       |
| 7.  | „Potrzeby” (gościnnie: Kacperczyk)   | 2:54  |
|     |                                      |       |
| 8.  | „Millenium sport”                    | 2:36  |
|     |                                      |       |
| 9.  | „Wszystko OK”                        | 2:54  |
|     |                                      |       |
| 10. | „Chemia (Skit)”                      | 2:26  |
|     |                                      |       |
| 11. | „Wybory” (gościnnie: Szpaku, Guzior) | 4:33  |
|     |                                      |       |
| 12. | „Słowo na koniec”                    | 1:42  |
|     |                                      |       |
| 13. | „Szanse”                             | 3:20  |
|     |                                      |       |
| 14. | „Ludzie, zdarzenia”                  | 3:33  |
|     |                                      |       |
|     |                                      | 41:42 |
|     |                                      |       |